# Dowsing
Dowsing é uma banda norte-americana de indie-rock, fundada em Chicago, Illinois, em 2011.

## História
Dowsing foi criada em 2011 em Chicago, Illinois. com o lançamento de um EP intitulado All I Could Find Was You.  que foi lançamento no formato single em um split com Parker, através do selo Count Your Lucky Stars.
Em 2012, Dowsing, lançou seu primeiro álbum de estúdio, intitulado It's Still Pretty Terrible pelo mesmo selo. No ano seguinte, foi lançado o segundo álbum de estúdio intitulado I Don't Even Care Anymore.. Em 2013, O selo Soft Speak Records lançou um split com a Dowsing, Haverford, Run, Forever, e  Capitain, We're Sinking.
Em Maio de 2014, foi lançado o split com Annabel através do selo Count Your Lucky Stars..
Em julho de 2015, The Cardboard Swords realizou um split com Dowsing, Long Knives, e Sinai Vessel
Em 29 de abril de 2016, foi lançado o seu terceiro álbum de estúdio, intitulado "Okay" via Asian Man Records.

## Integrantes

### Formação atual
- Erik Hunter Czaja - vocais/guitarra
- Michael Crotty - guitarra/vocais
- Michael Politowicz - baixo/vocais

### Ex-integrantes
- Will Lange - bateria
- Marcus Nuccio - bateria [13]
- Delia Hornik - teclado [13]
- Joeseph "Gooey Fame" Dane - baixo

## Discografia
- It's Still Pretty Terrible (2012, Count Your Lucky Stars)
- I Don't Even Care Anymore (2013, Count Your Lucky Stars)
- Okay (2016, Asian Man)

EPs e splits
- All I Could Find Was You (2011, Count Your Lucky Stars)
- Dowsing / Parker (2012, Count Your Lucky Stars)
- Dowsing / Haverford / Run Forever* / Captain, We're Sinking - Stay Sweet Split (2013, Soft Speak)
- Annabel / Dowsing (2014, Count Your Lucky Stars)
- Dowsing / The Cardboard Swords / Long Knives / Sinai Vessel - Dowsing / The Cardboard Swords / Long Knives / Sinai Vessel (2015, Count Your Lucky Stars)